# Spitzrainbrunnen
Koordinaten: 49° 26′ 8,6″ N, 7° 48′ 25,3″ O
Der Spitzrainbrunnen ist eine Quelle in der Stadt Kaiserslautern in Rheinland-Pfalz.

## Geographie

### Lage
Die Quelle liegt drei Kilometer südöstlich von Kaiserslautern am Ende des Saupferchtals auf einer Höhe von 248 m ü. NHN. in der Gemarkung Spitzrain nordöstlich des Wildparks Betzenberg. Die Quelle ist in einen Brunnen gefasst.

### Naturräumliche Zuordnung
Der Spitzrainbrunnen gehört zum Naturraum Pfälzerwald, der in der Systematik des von Emil Meynen und Josef Schmithüsen herausgegebenen Handbuches der naturräumlichen Gliederung Deutschlands und seinen Nachfolgepublikationen als Großregion 3. Ordnung klassifiziert wird. Betrachtet man die Binnengliederung des Naturraums, so gehört der Spitzrainbrunnen zur Kaiserslauterer Senke, welche den Pfälzerwald im Süden und Osten, den Zweibrücker Westrich im Südwesten und das Nordpfälzer Bergland im Norden abgrenzt.
Zusammenfassend folgt die naturräumliche Zuordnung des Roßbergs damit folgender Systematik:
1. Großregion 1. Ordnung: Schichtstufenland beiderseits des Oberrheingrabens
2. Großregion 2. Ordnung: Pfälzisch-saarländisches Schichtstufenland
3. Großregion 3. Ordnung: Saar-Nahe-Bergland
4. Region 4. Ordnung (Haupteinheit): St. Ingbert-Kaiserslauterer-Senke
5. Region 5. Ordnung: Kaiserslauterer-Senke

## Verkehr und Wandern
Von Westen nach Osten führen die Landesstraße 504 und die Bahnlinie Kaiserslautern-Neustadt an der Weinstraße vorbei. Direkt an der Straße liegt ein Wanderparkplatz. Der kürzeste Weg führt südwärts etwa 100 m von diesem durch eine Unterführung der Bahnlinie zur Quelle.

## Sonstiges
Die Quelle führt ganzjährig Wasser. Eine Entnahme ist problemlos möglich, es sind keine Schwebstoffe enthalten.